# Tala (libro)
Tala es el tercer poemario de Gabriela Mistral, poeta chilena y ganadora del Premio Nobel de Literatura en el año 1945. Publicado por primera vez en Buenos Aires por Editorial Sur en 1938, el poemario es considerado como un hito dentro de la labor literaria de la escritora, constituyéndose en uno de sus trabajos más maduros y una de las obras más importantes de la poesía chilena e hispanoamericana.
Demostrando su profundo interés y preocupación por el devenir de los niños vascos víctimas de la guerra civil española, Gabriela Mistral cedió íntegramente todos los derechos de este libro a las instituciones catalanas que acogieron a los niños vascos desamparados durante la guerra.

## Temática del libro
El título "Tala", a diferencia de Desolación o Ternura, queda sin explicación ni desarrollo en el cuerpo del libro. En español "tala" significa arrasamiento, cortar por el pie un árbol o masa de árboles; arrasar campos, edificios, poblaciones; arrancar, asolar... También se trata de un árbol originario de Argentina -que vio la autora en Brasil- y, además tiene otra connotación: cierto juego infantil. Como si fuera poco, Saavedra Molina, uno de los grandes estudiosos de la poeta, nos recuerda que "tala" tiene también un significado en sánscrito (lengua litúrgica del hinduismo, budismo y otras importantes religiones cuyas enseñanzas y doctrinas están comprendidas en el movimiento teosófico, filosofía a la que Mistral adscribió durante gran parte de su vida) en el que se traduce como llanura o lugar en el plano astral. Es por lo tanto, Tala, un libro polisémico que abarca y funde muchos significados, y a pesar de los muchos simbolismos que encierra, lo mejor es entenderlo en su sentido más sencillo, como el acto de cortar los árboles en un bosque; gesto de arrasamiento y de despojo, que sintetiza bien la desposesión y la naturaleza penitencial de la experiencia que se poetiza.
En Tala, Mistral reescribe el continente americano, desde su raigambre ancestral y su fecundidad tropical, desde su cultura e idiosincrasia auténticas, y además, logra compaginarlo con tragedia y cristianismo. El hecho biográfico de la muerte de su madre en 1929 -importante fuente de inspiración para el libro- sume y subsume a la poetisa en una situación personal crítica, de ausencia y lejanía, hasta llevarla a un intento de “visualización y percepción del tránsito de la muerte” que apunta hacia la resurrección. Tala se mueve entre tragedia y fe cristiana, vivida y asumida en toda su dimensión universalista. 

## Secciones
La obra Tala se divide en trece secciones. Cada sección consta de diversos poemas y gira en torno a una temática. Mistral incorporó además una sección explicativa al final del libro titulada “Notas”, en las que declara: “Ayudar al lector no es protegerlo; sería cuanto más saltarle al paso, como el duende, y acompañarle unos trechos de camino, desapareciendo en seguida”. Siguiendo el análisis de Borda-Malo Echeverri:
- Muerte de mi madre: Esta sección impone desde la partida el tono dominante en el libro. Consta de ocho poemas: "La fuga", "Lápida filial", “Nocturno de la Consumación”,  “Nocturno de la Derrota”, “Nocturno de los tejedores viejos”, “Nocturno de José Asunción”, “Nocturno del Descendimiento” y “Locas Letanías”. En estos poemas, Mistral sufre la pérdida de su madre: evoca su figura perdida, sus borrosas imágenes pasadas, anhela su resurrección. La poeta se hunde en su angustia rayana en la desesperación. Sus     "nocturnos" son desolados, en ellos llega incluso a enfrentarse a Dios, reclamándole que la ha abandonado. Su delicadeza y su severa lealtad le hacen mirar luego estos reproches como herejía, pero no son más que sinceros gritos de amor. Al final la gran Fe triunfa al dolor y a la soledad, la que tantos reclamos hizo a Dios por los dolores que ha permitido, se limita a pedirle que salga al encuentro de su muerta y que la reciba y la ayude.
- Alucinación: Esta sección comprende nueve poemas: "La memoria divina", "La ley del tesoro", "Riqueza", "La copa", "La medianoche",  "Dos ángeles", "Paraíso", "La cabalgata", "La Gracia" y "la Rosa", de los cuales los últimos seis están bajo el subtítulo "Gestos". En Alucinación Mistral añora lo que ha perdido; sueña despierta en una vigilia deseante, en el delirio de quien quiere nombrar la ausencia. Avanza pues en Gestos recogiendo los simbolismos y las actitudes que encierran las cosas para ella, el significado oculto entre el repliegue de lo inconsciente, con todas sus riquezas.
- Historias de loca: Son cuatro poemas, que entre penumbras, nos muestra un éxtasis poético: "La Muerte-Niña", "La flor del aire", "La sombra" y "El fantasma".
- Materias: Conformada por cinco poemas: "Pan", "Sal", "Agua", "Cascada en sequedal" y "El aire". Esta sección perfila el rostro de la poeta familiarizada con las cosas más sencillas y ordinarias de la cotidianidad, palpando con acento épico lo más cercano, hasta dejarse poseer por sus vibraciones y explayarlas en poemas.
- América: Es una relectura del continente americano desde su raigambre ancestral y su fecundidad tropical, desde su cultura e idiosincrasia auténtica. Consta de seis poemas: "Los dos Himnos", compuesto de "Sol del Trópico "y "Cordillera", "El maíz", "El mar Caribe", "Niño mexicano" y "Tamborito panameño", heroicos poemas indo-americanos y alabanzas al sol, la tierra y los recursos naturales de esta América, sin dejar de lado su papel de madre universal.
- Saudade: Con este vocablo portugués, que en palabras de la poeta significa "melancolía a secas que entraña luego una dulzura apesadumbrada",[13] titula Mistral esta sección de cinco poemas: "País de la ausencia", "La extranjera", "Beber", "Todas íbamos a ser reinas" y "Cosas". Aquí reanuda su itinerario de interiorización lírica que la vincula estrechamente con los grandes atormentados poetas portugueses del Saudosismo.
- La ola muerta: Una de las más enigmáticas secciones de la obra mistraliana, consta de seis poemas: "Día", "Adiós", "Ausencia", "Muro", "Viejo león" y "Enfermo", que parecen unificar una constante obsesión por la enfermedad, la agonía y una sensación de vejez.
- Criaturas: Sección de diez poemas: "Canción de las muchachas muertas", "Deshecha", "Confesión", "Jugadores", "Leñador", "Mujeres catalanas", "Gracias en el mar", "Vieja", "Poeta" y "Palomas". Mistral exterioriza una vez más el dolor íntimo que hace del dolor de los niños, haciendo sobresalir, como tantas veces, su espíritu solidario.
- Canciones de cuna: Conformada por nueve poemas; "La tierra y la mujer", "Semilla", "Niño rico", "Niño chiquito", "Sueño grande", "Canción de la sangre", "Madre mía", "Dormida" y "Encargos", es una selección de Canciones de Cuna, sección publicada anteriormente en Ternura y dedicada a su madre.
- La cuenta-mundo: Compendio de una sección también publicada previamente en Ternura, aquí la poeta saca a relucir su carisma de contadora o "cuentera" del mundo y sus maravillas, cual compañera niña de los niños. Consta de trece poemas: “La Cuenta-Mundo”, “El aire”, "La luz", "Alondras", "Montaña, "El agua", "Animales", "Mariposa", "Fruta", "Pinar", "Fuego", "La casa" y "La Tierra".
- Albricias (o Jugarretas en re-ediciones): Otra de las secciones anteriormente publicadas en Ternura. Consta de cinco poemas de lenguaje infantil y ritmo de niño, hechos para niños: "La manca", "La pajita", "El papagayo", "El pavo real" y "La rata".
- Dos cuentos: Dos cuentos poetizados, seleccionados de Ternura: "La Madre Granada" y "El Pino de Piñas", nacidos de su faceta maternal.
- Recados: En palabras de la autora: "Trátase de cartas que van para muy lejos, aventadas de lo demasiado temporal, escritas sobre el rescoldo de una poesía (con el revoloteo de un ritmo a medias roto y algunas rimas entrometidas). (...) Estos "Recados" llevan el tono más mío, el más frecuente, mi "dejo rural" en el que he vivido y en el que me voy a morir"[14]. La sección está constituida por seis recados dirigidos a destinatarios muy específicos: "Recado de nacimiento, para Chile", "Recado a Lolita Arriaga, en México", "Recado para las Antillas", "Recado a Rafaela Ortiga, es Castilla", "Recado para la residencia de Pedralbes, en Cataluña", y "Recado a Victoria Ocampo en la Argentina".